# Comayagua
Comayagua (španska izgovarjava: [komaˈʝaɣwa]) je mesto, občina in stara prestolnica Hondurasa, ki je 80 km severozahodno od Tegucigalpe na cesti proti San Pedro Sula in 594 m nad morsko gladino.
Pospešena rast mesta Comayagua je privedla do tega, da so občinske oblasti oblikovale načrt ozemeljske reorganizacije. Med leti 1945 -1975 se je število prebivalcev mesta početverilo zaradi takrat dosežene visoke stopnje rasti prebivalstva (4,8 %) in migracijskih gibanj v notranjosti države. Leta 2023 je bilo ocenjeno prebivalstvo mesta 120.500. Je glavno mesto departmaja Comayagua v Hondurasu in je znano po bogastvu španske kolonialne arhitekture. Stolnica na osrednjem trgu ima najstarejšo uro v Ameriki.

## Etimologija
Comayagua je danes znana kot La Antañona (v prevodu 'tista stara') v Hondurasu. Tako ga imenujejo, ker poleg tega, da je eno najstarejših mest v Hondurasu, še vedno ohranja velik del svojih stavb z arhitekturno vrednostjo iz kolonialne dobe. Njeno zgodovinsko središče »je najbolj obnovljeno in ohranjeno po vsej državi«.
Španci so kraj poimenovali Valladolid ali País de las Higueras (v prevodu 'dežela figovih dreves'), vendar je mesto formalno ohranilo prvotno, avtohtono ime kraja. Nekateri se razlikujejo glede njegove etimologije, večina pa se strinja, da je sestavljeno iz koma (kar v jeziku Lenca pomeni 'ogromna količina zemlje') in jawa - 'voda', njen pravi pomen pa je 'obilna dežela vode'.

## Zgodovina

### Predkolumbovsko obdobje
V predkolumbovski dobi so dolino, v kateri je mesto, naselili ljudje Lenca, mezomaeriška domorodna kultura, ki še vedno živi v Hondurasu. Arheološki ostanki, kot je Yarumela, kažejo, da so ti domorodci poseljevali dolino od približno 1000 pr. n. št.
Ravna topografija in subtropsko podnebje sta tem domorodcem pomagala pri uspevanju in izgradnji lastnih družb in mest, večina njegovih gospodarskih dejavnosti je bila nadzor trgovskih poti, ki so povezovale Karibsko morje s Tihim oceanom. Med kolonizacijo ameriške celine so španski konkvistadorji ustanovili bogato dolino z različnimi lenčanskimi mesti, večinoma dobro organiziranimi z visoko socialno razslojenostjo. ti domorodci so bili tisti, ki so se dobro uprli med osvajanjem Hondurasa.

### Ustanovitev
Mesto Comayagua je leta 1537 ustanovil španski stotnik Alonso de Cáceres v skladu z navodili »najti očitno situacijo za oblikovanje mesta sredi dveh oceanov« po ukazu predhodnika Francisca de Monteja, prvega guvernerja Hibuerasa (današnji Honduras), kot je bil najprej znan v Hondurasu. Mesto se je prvotno imenovalo Santa María de la Concepción de Comayagua.
20. novembra 1542 je španski kralj Filip II. ukazal, da je  sedež vReal Audiencia de los Confines reside in Santiago de los Caballeros de Guatemala, vendar je Svet Indije 13. septembra 1543 odredil namestitev njenega sedeža v mestu Concepción de Comayagua. V isti določbi je navedeno ime Villa de la Nueva Valladolid de Comayagua v čast španskega Valladolida, kjer je v času podpisa ustanovnega pisma obravnave prebivalo sodišče.
Nazadnje dodelitev sedeža ni bila učinkovita in je bilo 16. maja 1544 premeščeno v mesto Gracias Lempira. 20. decembra 1557 mu je kralj Filip II. podelil naziv mesta, takrat je mesto že imelo mercedarijanski samostan, ki ga je ustanovil Fray Jerónimo Clemente leta 1553, in kamnito cerkev, zgrajeno leta 1551 po ceni 15.000 zlatih pesov. Leta 1558 so bili izvoljeni prvi kapitularji. Leta 1561 je bil zaradi ugodnejših pogojev, lege v središču države in bližine območij rudnikov zlata in srebra nanj prenesen škofovski stol, ki je prebival v Trujillu. Leta 1585 je bila zgrajena prva stolnica; in ta, ki zdaj obstaja (Brezmadežnega spočetja), se je začela graditi leta 1634 in je bila dokončana leta 1715.

### Špansko kolonialno obdobje
Comayagua je ostala glavno mesto Hondurasa skozi celotno kolonialno obdobje. Do takrat so španske oblasti mestu podarile različna arhitekturna dela, kot so cerkve, fakultete, samostani, hiše in fontane. Sistem cistern in fontan v Comayagui izvira iz kolonialnih časov, zaradi česar je bilo prvo mesto v Hondurasu s sistemom akvaduktov. Vendar je Tegucigalpa začela oporekati temu položaju sredi 17. stoletja, ko se je razvila kot rudarsko središče. Zaradi vse večjega pomena je leta 1768 prejela naziv mesta.
Vendar pa je bil razvoj Tegucigalpe prezrt, ko je leta 1788: »Comayagua postala intendanca in politično absorbirala Tegucigalpo, ki je postala poddelegacija ...« Kljub temu je bilo imenovanje opravljeno iz Comayague, kar je povzročilo upor v Tegucigalpi, ki je spodbudil obstoječe rivalstvo med dvema najpomembnejšima mestoma v provinci.
Nekateri ogorčeni Tegucigalpani so se nekaj let kasneje pritožili, da so te odločitve povzročile gospodarski propad območja, »trdijo, da novi župani niso zainteresirani za razvoj rudarstva in da so uvedli lokalni davek na kmetijske proizvode, kot so indigo, sladkor in govedo, kar je koristilo samo Comayagui. Na podlagi pritožb, ki so jih predložili prebivalci Tegucigalpe in na priporočilo Joséja Cecilia del Valleja, svetovalca predsednika gvatemalske vlade, je bil leta 1812 ponovno ustanovljen urad župana. Ustanovitev intendante v Comayagui ni samo upočasnila rasti Tegucigalpe, ampak ni mogla zadržati nadaljnjega propadanja Comayague. Ta je iz glavnega mesta province postala zaspano mesto, ki je imelo do začetka 19. stoletja le nekaj Špancev, skoraj 30 evropskih družin, ki so vse živele od dobrodelnosti. Poleg tega si je mesto zaradi gospodarskega nazadovanja prislužilo sloves nezdravega.
»Razlog za propadanje mesta je bil upad kmetijstva in trgovine, ki so ga pogosto pripisovali lenobi domačinov. Leta 1802 sta imeli dve župniji v mestu skupaj 5369 prebivalcev.« Zaradi vseh teh razlogov je bilo predlagano, da se prestolnica preseli v Tegucigalpo. Kljub tem predlogom je glavno mesto v celotnem kolonialnem obdobju ostalo v Comayagui.

### Neodvisnost
V obdobju blizu neodvisnosti je bilo po vsej Srednji Ameriki več gibanj za neodvisnost. V Hondurasu so ta gibanja potekala v Tegucigalpi. Imena, kot so Miguel Bustamante, Matías Zuniga, Simón Gutiérrez, Pablo Borjas, Andrés Lozano, Diego Vijil, Dionisio de Herrera in Francisco Morazán itd., se pojavljajo na seznamu ljudi, povezanih z gibanjem za neodvisnost. »Te patriote Tegucigalpense je oblast Comayagua štela za zarotnike«, ki so poskušali »iz Tegucigalpe spodbujati ideje, ki so v nasprotju s kolonialnim režimom«.
Oblasti Comayagua so želele zadušiti neodvisnostne upore, a je kolonialni režim že umrl. 21. septembra 1821 je Srednja Amerika razglasila neodvisnost od Španije. Comayagua je dokumente prejela v zgodnjih jutranjih urah 28. septembra in vlada s člani sveta je izvedela za odločitev, ki je sprejela neodvisnost.
28. novembra 1821 je Gvatemalo doseglo obvestilo generala Agustína de Iturbideja, v katerem je predlagano, da Srednja Amerika in podkraljevstvo Mehike tvorita velik imperij v skladu z načrtom iz Iguale in pogodbami iz Córdobe. Vprašanje priključitve k Mehiki je povzročilo delitve v vsaki od provinc, saj so bila nekatera mesta za to, druga pa proti.
V Hondurasu se je Comayagua – prek svojega guvernerja Joséja Tinoca de Contrerasa – zavzela za aneksijo; vendar je Tegucigalpa, drugo največje mesto v provinci, temu nasprotovala. Na koncu je zmagal Iturbidov aneksionistični predlog in 22. avgusta 1822 se je Srednja Amerika pridružila Mehiki. Priključitev Agustína de Iturbida Mehiškemu imperiju ni trajala dolgo, saj je 19. marca 1823 abdiciral, 1. julija istega leta pa je Srednja Amerika razglasila dokončno neodvisnost. Comayagua in Honduras sta postala del Združenih provinc Srednje Amerike.

### Požig mesta
Potem ko je Honduras postal del Združenih provinc Srednje Amerike, je bila Comayagua še naprej njegovo glavno mesto. Leta 1824 je Honduras izvolil don Dionisia de Herrera za svojega prvega vodjo države. Kmalu se je proti njemu pojavila reakcija, ki jo je vodil vikar, kanonik José Nicolás Irías Midence, ob podpori predsednika republike, generala Manuela Joséja Arceja, ki je, ko je že stopil na pot samovolje, videl Herrero kot resno oviro za razvoj njegovih načrtov.
Irías je spodbujal anarhijo, kolikor je lahko, in končno povzročil invazijo na Honduras. Predsednik Arce je pod pretvezo, da varuje cigare, ki pripadajo federaciji, shranjene v Villa de Santa Rosa, poslal svoje zvezne sile pod poveljstvom polkovnika Justo Milla, z namenom strmoglavljenja Dionisia de Herrera. Brez nadaljnjega odlašanja so Milline čete dosegle Comayaguo in jo oblegale. To se je zgodilo 4. aprila 1827.
Comayagua je bila v veliki meri požgana in izropana, in čeprav so bile sile, s katerimi se je branila, po številu slabše od sil vsiljivca, bi zmagale, če njihov poveljnik, polkovnik Antonio Fernández, Španec, ne bi izdal g. Herrera, ga dal v zapor in se sporazumel s polkovnikom Millo, s katerim je 9. maja sklenil kapitulacijo.

### Prenos glavnega mesta
»Rivalstvo med radikalno Comayaguo in liberalno Tegucigalpo se je vsak dan bolj zaostrovalo in je bilo razvpito v času osamosvajanja in utrjevanja države od leta 1825, ko je bila izdana prva ustava. Ideje o menjavi prestolnice na letni ravni so se takrat začele kot politični pristop, namera pa je ostala samo pri tem.«
Junija 1849, ko je dr. Juan Lindo iz ustavodajne skupščine, ki ji je predsedoval don Felipe Jáuregui, predsednik Hondurasa, izdal odlok o prenosu prestolnice v Tegucigalpo, vendar ta ni bil izvršen zaradi pravnih nedoslednosti in Comayagua je še naprej ostala sedež Hondurasa.
Skozi 18. stoletje je Tegucigalpa izkoriščala Comayagua; tam je bilo postavljenih več stavb pomembnih ustanov, kot je Literarna akademija, geneza sedanje Nacionalne avtonomne univerze Hondurasa. Končno je 30. oktobra 1880 predsednik Marco Aurelio Soto sprejel »odločitev o prenosu glavnega mesta Hondurasa iz Comayague v Tegucigalpo. Dr. Marco Aurelio Soto Martínez je zaradi ekonomskih ali socialnih razlogov vzel prtljago in se preselil v svoj domači kraj, s čimer se je končal antagonizem med mestoma.«
Po prenosu prestolnice v Tegucigalpo so se prebivalstvo, trgovina in pomen Comayague opazno zmanjšali. V začetku 19. stoletja so bile njene ozke in nepravilne ulice slabo tlakovane. Tudi javne stavbe so bile v slabem stanju. Vendar je bilo to mesto še naprej sedež škofije Honduras.

## Geografija
Gorski sistem obdaja dolino, v kateri je mesto Comayagua; gore Montecillos so zahodno od La Paza. Gore Comayagua vzhodno od departmaja, ki se povezujejo z gorami Esquías in segajo do Minas de Oro. Na jugu so veje Lepaterique, Mulacagua in Pototerique.
Comayagua ima tropsko monsunsko podnebje (Am) po Köppnovi podnebni klasifikaciji.

## Znamenitosti
Tik pred trgom je mestna hiša, ki je bila nekajkrat rekonstruirana. Stavba je v neoklasicističnem slogu in je bila zgrajena v 19. stoletju. Stolnica de la inmaculada concepcion (Stolnica Brezmadežnega spočetja, Comayagua) je bila zgrajena v kolonialnem obdobju. Slovesno so jo odprli 8. decembra 1711. V stolnici je tudi najstarejša ura v Ameriki, ki so jo zgradili Arabci med okupacijo Španije okoli leta 1100. Prestavili so jo v kolonialnem obdobju kot darilo kralja Carlosa III. Druga zanimivost je Plaza de San Francisco, ki ima park, kolonialno cerkev in je nekaj metrov od glavnega trga, ta cerkev ima zvon Antonine, ki je najstarejši zvon v Ameriki, ulit v Alcalá de Henares v Španiji leta 1460. Mestne hiše še vedno ohranjajo svojo prvotno špansko kolonialno arhitekturo iz 18. stoletja, številne so spremenjene v muzeje. Najpomembnejši primeri so Muzej kolonialne verske umetnosti, Arheološki muzej, ki vsebuje relikvije ljudstva Lenca iz predšpanske dobe, in Republiški muzej. Še en trg v starem mestnem jedru je Plaza de la Merced, znan je po spomeniku, znanem kot obelisk, pred njim pa je Iglesia de la Merced. To je bila prva stolnica v mestu, preden je bila sedanja dokončana leta 1711.
Druga zanimivost je Caxa real, kolonialna hiša, ki je bila zgrajena med letoma 1739 in 1741 in jo je razvil španski arhitekt Bartolomé de Maradiaga kot središče, kjer so bili shranjeni pokloni za špansko krono, v njej pa zlato, srebro in mavec, pridobljen iz rudnikov Hondurasa, da bi to kasneje poslali v Evropo. V pritličju stavbe je nekaj elementov, ki v srednjeameriški arhitekturi niso bili pogosti; zelo dobro se razlikuje med povsem uradnim območjem, sodno dvorano, računovodsko pisarno, zakladnico, sobo Azogues; v ta sektor se je vstopilo skozi veliko dvorano, ki so jo obiskali moški na konjih in ki je bila na ulici, po kateri se reka Chiquito dviga do trga Plaza Mayor. Leta 1774 je bil potres, ki je močno poškodoval stavbo, vendar so jo v nekaj mesecih popravili, čeprav je bila hiša šibkejša. Leta 1809 je stavbo poškodoval še en potres.
Obnovljena je bila leta 2013 in je trenutno središče dogodkov, ki je gostilo pomembne mednarodne politične osebnosti, kot sta španska kraljica Leticia in nekdanji predsednik Mehike Enrique Peña Nieto na njegovem obisku v Hondurasu. Plaza de San Francisco je še eno zanimivo mesto, ki je nekaj metrov od stolnice in ima eno najstarejših cerkva v Hondurasu, ki jo je sredi 16. stoletja zgradil škof Fray Alonso de la Cerda in je bila druga cerkev, zgrajena v Comayagua, in je druga najstarejša v mestu. Cerkev ima pet zvonov, od katerih je eden uvožen iz Španije.

### Arhitektura
- Cerkev La Merced (1550)
- Cerkev San Francisco (1560)
- Cerkev San Sebastián (1580)
- Cerkev La Caridad (16. stoletje)
- Arheološki muzej Comayagua (hiša, zgrajena v poznem 16. stoletju)
- Stolnica Brezmadežnega spočetja (1634)
- Muzej verske umetnosti/koledž San Agustín (1678)
- Paseo la Alameda (stare hiše criollo, spremenjene v restavracije)
- Muzej hiše Cabañas (hiša iz 18. stoletja)
- Hišni muzej Santosa Guardiole (hiša iz 18. stoletja)
- Caxa Real (1739)
- Ustavni spomenik Cádiz (1812)
- Vladna palača (1880)